# Pulpito del duomo di Prato
(Curzio Malaparte)

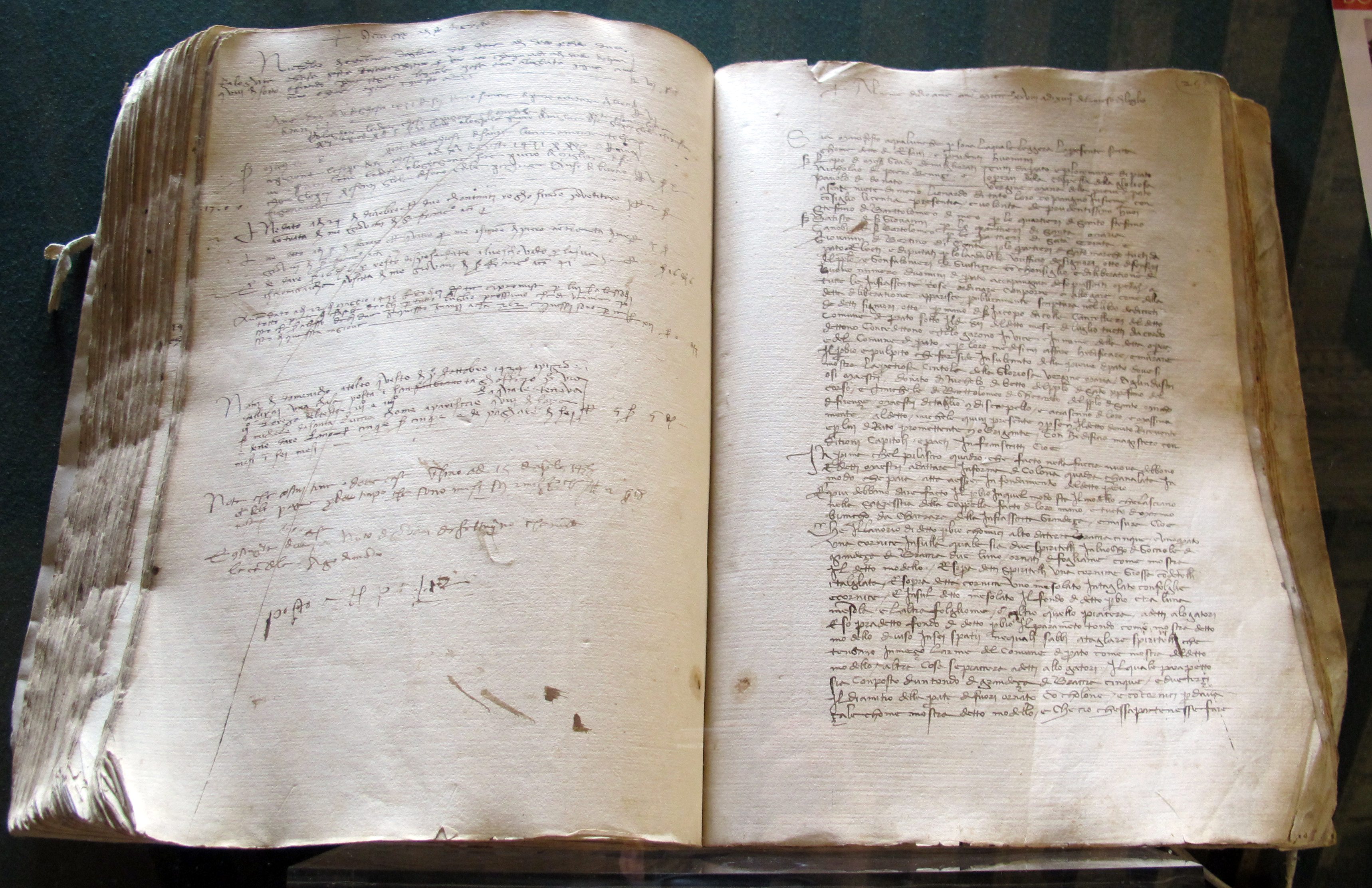
1428 Commissione a Donatello e Michelozzo

Il pulpito del Duomo di Prato è un'opera di Donatello e Michelozzo, databile al 1428-1438. Composto in marmo, bronzo e tessere di mosaico, è collocato sul fianco sud-est della cattedrale di Prato (i rilievi originali sono oggi nel Museo dell'Opera del Duomo) e misura in altezza 210 cm senza il tetto; ciascuna formella misura invece 73,5x79.
Dal pulpito si faceva e si fa tuttora l'ostensione pubblica dell'importante reliquia della Sacra Cintola della Madonna, che ancora oggi si mostra per Natale, Pasqua, il 1º maggio, il 15 agosto e, nelle forme più solenni, l'8 settembre, festa della Natività di Maria.

## Storia
A conclusione di imponenti trasformazioni della pieve - attuale cattedrale - di Santo Stefano a Prato, avviate nel 1385 per la costruzione di una nuova facciata e della Cappella della Cintola, venne commissionato un pulpito esterno destinato all'ostensione della Sacra Cintola a Donatello e a Michelozzo (scultore, ma soprattutto architetto prediletto da Cosimo il Vecchio) in sostituzione di quello trecentesco, sul fianco della chiesa, di cui restano l'Assunta e altri rilievi nel Museo dell'Opera del Duomo.
I due artisti presentarono un modello nel 1428 (il progetto architettonico si doveva soprattutto a Michelozzo, quello di rilievi e ornati principalmente a Donatello), ma i lavori iniziarono con lentezza, per i numerosi impegni dei due artisti, e nel 1433 - quando era completata solo la struttura architettonica del pulpito - fu necessario l'appoggio di Cosimo de' Medici per riportare a Firenze i due, che da un anno circa si trovavano a Roma. Appena rientrati venne fuso il ricco capitello bronzeo alla base del pulpito, su disegno di Donatello è opera di Michelozzo e Maso di Bartolomeo.
Maso di Bartolomeo seguì nel periodo seguente il montaggio del pulpito e del raffinato baldacchino a ombrello che lo corona, mentre dal 1434, anno in cui fu stipulato un nuovo contratto, fino al 1438, quando fu inaugurata la struttura, Donatello fornì i rilievi del parapetto, lavorando nel contempo anche alla cantoria per il Duomo di Firenze, che ripropone una simile danza di putti alati. L'opera venne completata nell'estate del 1438 e nel settembre dello stesso anno venivano effettuati gli ultimi pagamenti a Donatello.

## Descrizione

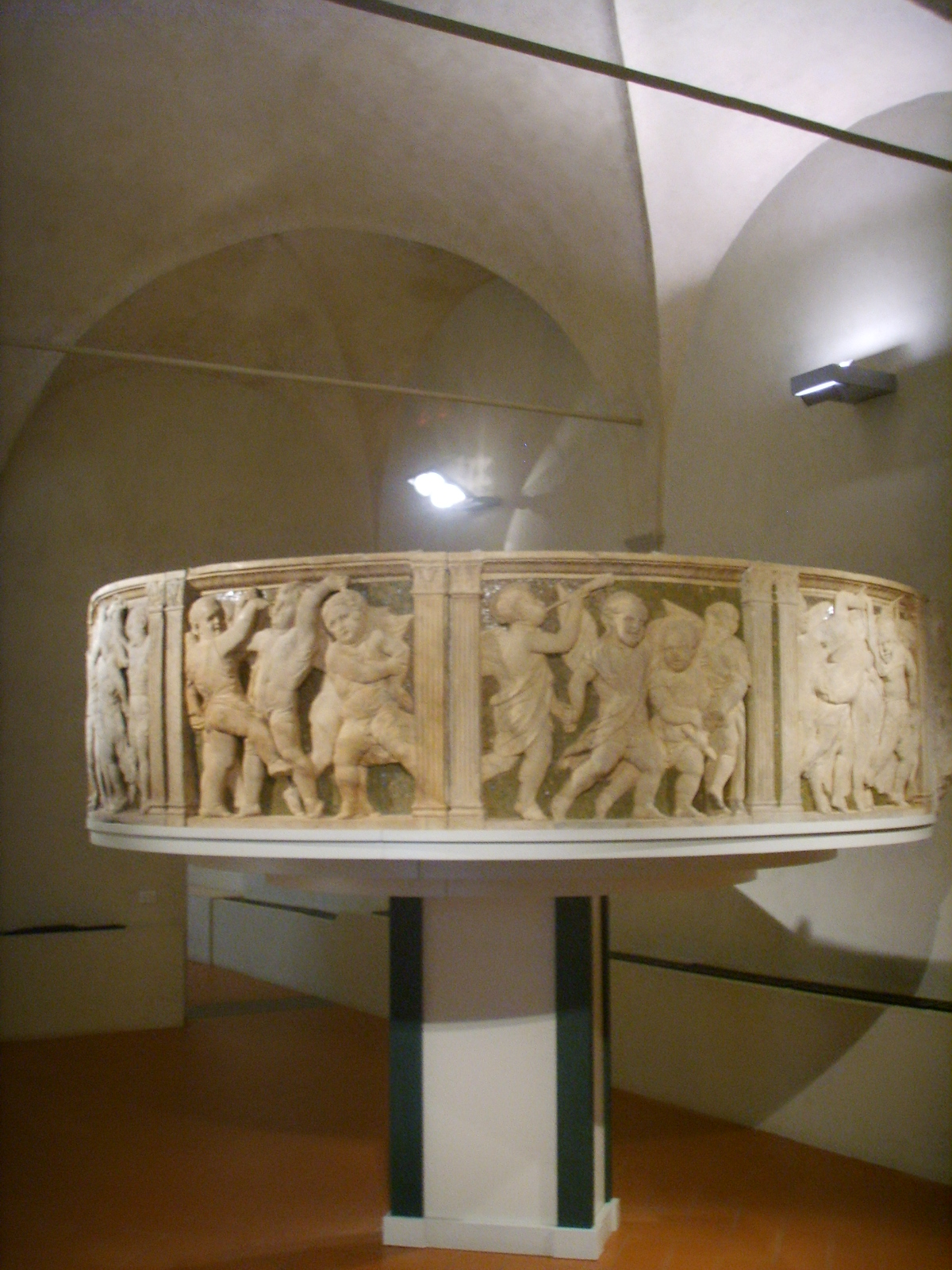
Veduta del parapetto nel Museo dell'Opera del Duomo

Il Pulpito, destinato esclusivamente alle ostensioni della Sacra Cintola, fu studiato in posizione angolare a far da cerniera tra il fianco romanico e la facciata tardo gotica della chiesa, e tra le due piazze nelle quali si raccoglievano i pellegrini. Lo spigolo della chiesa costituisce il basamento (che era previsto scanalato) del pulpito; vi poggia il capitello bronzeo, ricco di spunti decorativi, con ricordi classici, e concluso da un originalissimo angioletto che si affaccia, al centro, e sostiene le prime cornici marmoree soprastanti, a fasce concentriche progressivamente sporgenti, riccamente ornate. Le sormontano quindici mensole a voluta che sorreggono il piano del pulpito, accentuandone con la loro posizione radiale l'effetto rotatorio, centrifugo.
Il parapetto in marmo bianco suggerisce le forme di un tempietto circolare sorretto da pilastrini binati che lo suddividono in sette riquadri (73,5x79 cm ciascuno), in ciascuno dei quali scoppia incontenibile una vivace danza di gruppi di angeli (ispirati ai putti-genietti dei sepolcri romani), la cui gioia per l'ostensione della Cintola si manifesta nella libertà dei gesti dal ritmo incalzante, resi pittoricamente grazie allo "stiacciato", che consente di suggerire complessi scorci prospettici, e al vibrare del mosaico del fondo, i cui riflessi di luce accentuavano l'effetto di movimento. La scelta del tema dei putti danzanti fu insolita. Alcuni la mettono in relazione ai Salmi 148-150, dove si invita a lodare Dio con cori e danze di bambini, altri la ricollegano ai cantori e angeli danzanti che fin dal XIII secolo erano associati ai temi dell'Assunzione o dell'Incoronazione della Vergine.
Il Pulpito è concluso dallo slanciato, elegantissimo baldacchino a ombrello, con controsoffitto ligneo a riquadrature radiali (in origine dipinto in rosso, azzurro e oro).

## Stile

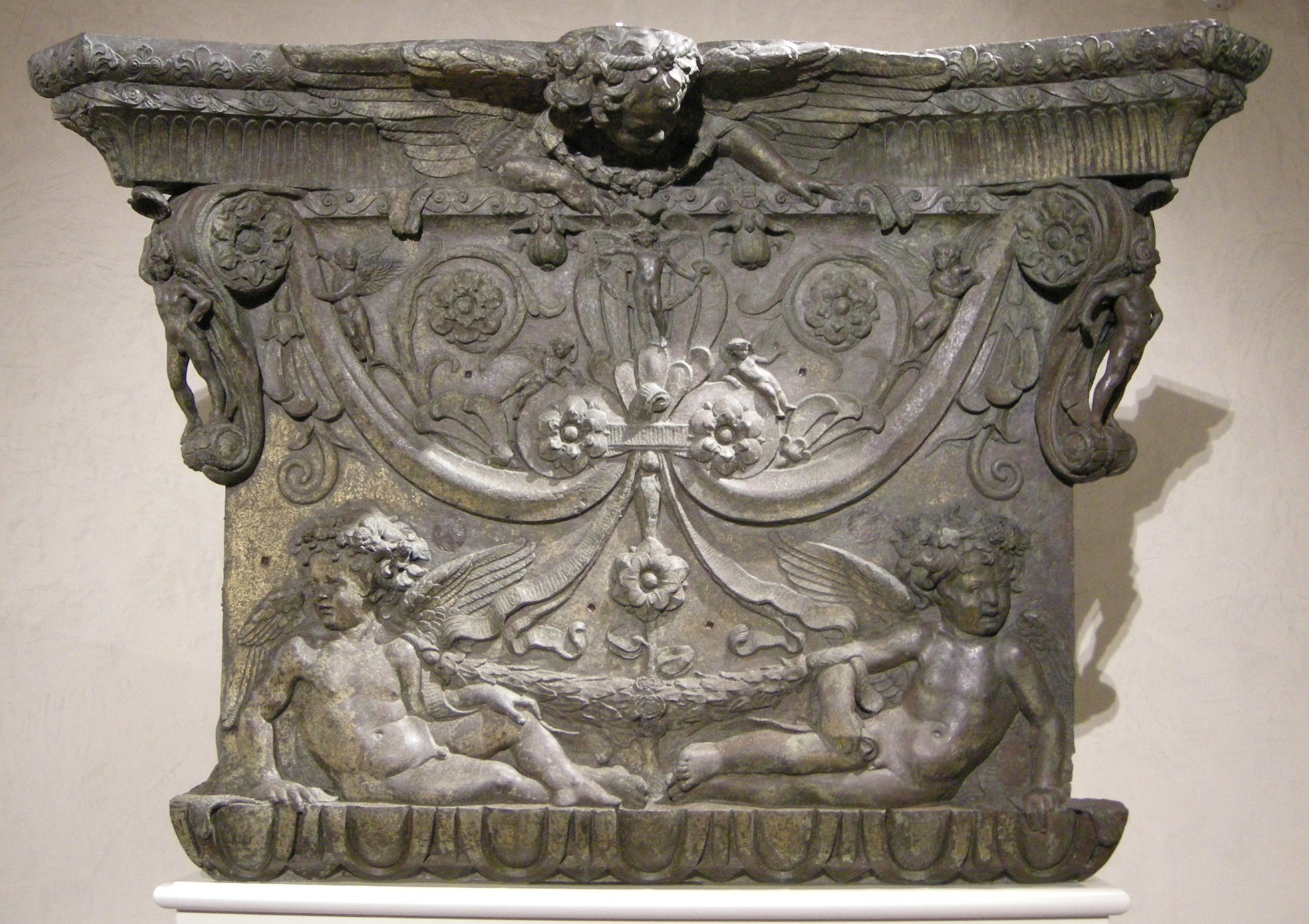
Il capitello bronzeo alla base del pulpito, su disegno di Donatello, opera di Michelozzo e Maso di Bartolomeo.

Il rilievi del pulpito dimostrano ancora una volta la capacità di Donatello di far rivivere l'antico con un nuovo spirito.
Il disegno dei rilievi del parapetto, facilmente apprezzabile grazie alla veduta ravvicinata, è da attribuire totalmente a Donatello, anche se l'esecuzione - condotta a più mani sulla stessa formella nella bottega dell'artista - non è sempre all'altezza dell'invenzione. Il maestro fiorentino, riprendendo in parte la soluzione adottata nella Cantoria oggi al Museo dell'Opera del Duomo di Firenze, ricreò una festosa danza di putti, ma nel caso di Prato usò un rilievo più sottile e più misuratamente aulico.

## Il capitello bronzeo
I documenti riferiscono che la complessa fusione a cera persa del capitello (97x144 cm)  fu effettuata da Michelozzo di Bartolomeo con l’aiuto dell’abile Maso di Bartolomeo. Fino dal 1425 Michelozzo era in società con Donatello, e probabilmente egli eseguì anche parte del modello dell’opera; la critica tende però ormai ad attribuire al solo Donatello il disegno del capitello, di un’originalità e esuberanza mai raggiunte nelle opere certe di Michelozzo. E sicuramente, oltre all’invenzione del disegno, va ricondotto direttamente a Donatello anche buona parte del modellato. 
Il contratto stipulato il 14 luglio 1428 da Michelozzo, anche a nome del socio Donatello, per la realizzazione del pulpito esterno destinato unicamente all’ostensione della sacra Cintola della Vergine, prevedeva di dare forma di pilastro scanalato allo spigolo della facciata della Pieve, in modo da sottolineare la sua funzione di basamento del previsto pulpito. Il pilastro doveva essere completato da “due spiritelli in luogho di gocciole, di grandeza di braccia due l’uno, ornati di fogliame”, probabilmente una sorta di capitello in marmo bianco o in pietra, ornato su ogni facciata da un grande putto alato (oltre un metro di larghezza) che doveva sostenere le prime cornici convesse alla base del pulpito, raccordandole al pilastro. I lavori, malgrado gli impegni presi, furono appena avviati negli anni successivi, e ripartirono concretamente solo dopo il forzato rientro da Roma di Donatello e Michelozzo, nel 1433, ottenuto grazie all’intervento di Cosimo de’ Medici.
Solo nel 1438, però, il capitello fu fissato sul pilastro, parallelamente al montaggio del parapetto in marmo; subito dopo - il 3 settembre - il pittore fiorentino Piero Chellini venne pagato per aver dorato “a missione” il capitello (sono probabili resti di questo intervento le dorature rintracciate col recente restauro).
L’opera però non era completata: mancava infatti il secondo lato del capitello, sul fianco meridionale del pilastro, che non fu però realizzato, probabilmente per l’alto costo. Si tornò sulla questione solo nel 1553, pensando di far fondere il lato mancante, ma il progetto non ebbe esito; il completamento fu riproposto un’ultima volta nel 1866, prima di abbandonare definitivamente l’idea.

## Restauro
Dopo oltre 500 anni di esposizione all'esterno, i marmi del pulpito mostravano un gravissimo degrado, con trasformazioni irreversibili; perciò, nonostante le polemiche, nel 1970 i rilievi del parapetto furono sostituiti da calchi (quelli ancora presenti), collocando le sculture originali nel contiguo Museo dell'Opera del Duomo (dal 1972), in attesa del restauro. Dopo vari tentativi, intorno al 1995 l'Opificio delle Pietre Dure di Firenze mise a punto una metodologia innovativa, ma anche sicura e controllabile: la pulitura col laser a infrarossi, che eliminava incrostazioni e residui organici facendo riemergere la suggestiva patina rosata, forse frutto di antichi trattamenti protettivi, e recuperando leggibilità e unità. Concluso il restauro, nel 1999 è stato realizzato un nuovo supporto per i rilievi nel Museo dell'Opera, in una sala opportunamente predisposta e climatizzata.

### I rilievi
| Rif. | Img | Note |
| ---- | --- | --- |
| 1    |     | Il primo rilievo da sinistra è caratterizzato da citazioni e ritmi classici, con un raffinato pittoricismo, meno dinamico e teso dei rilievi centrali |
| 2    |     | Simile al precedente è però più dinamico grazie all'uso delle linee di forza diagonali intersecate. |
| 3    |     | Ha forme armoniose, con un rutilante sfondamento spaziale grazie al putto di destra, che ha un piede in primo piano e il corpo in secondo piano. |
| 4    |     | Il rilievo centrale è particolarmente felice, ma anche il più danneggiato; i contorni sono mossi e vibranti, la composizione leggera e equilibrata; il gruppo è compatto nella parte centrale e destra, con le mani di alcuni putti che sfondano la cornice "invadendo" la cornice di foglioline |
| 5    |     | Con due putti seminascosti da altri in primo piano, il rilievo sembra meno a affollato e i putti sono composti con pose più aperte e ariose. Anche qui l'uso delle linee diagonali movimenta la scena.                                                                                           |
| 6    |     | Composto di soli quattro putti invece dei soliti cinque, contiene alcuni errori nel rilievo, come il volto dell'angioletto centrale, che appare troppo schiacciato. |
| 7    |     | Fu probabilmente il primo ad essere eseguito ed è forse il più complesso nel disegno, per gli arditi scorci prospettici, non sempre però eseguiti correttamente, e il frenetico svolazzare dei panneggi.                                                                                         |

## Galleria d'immagini

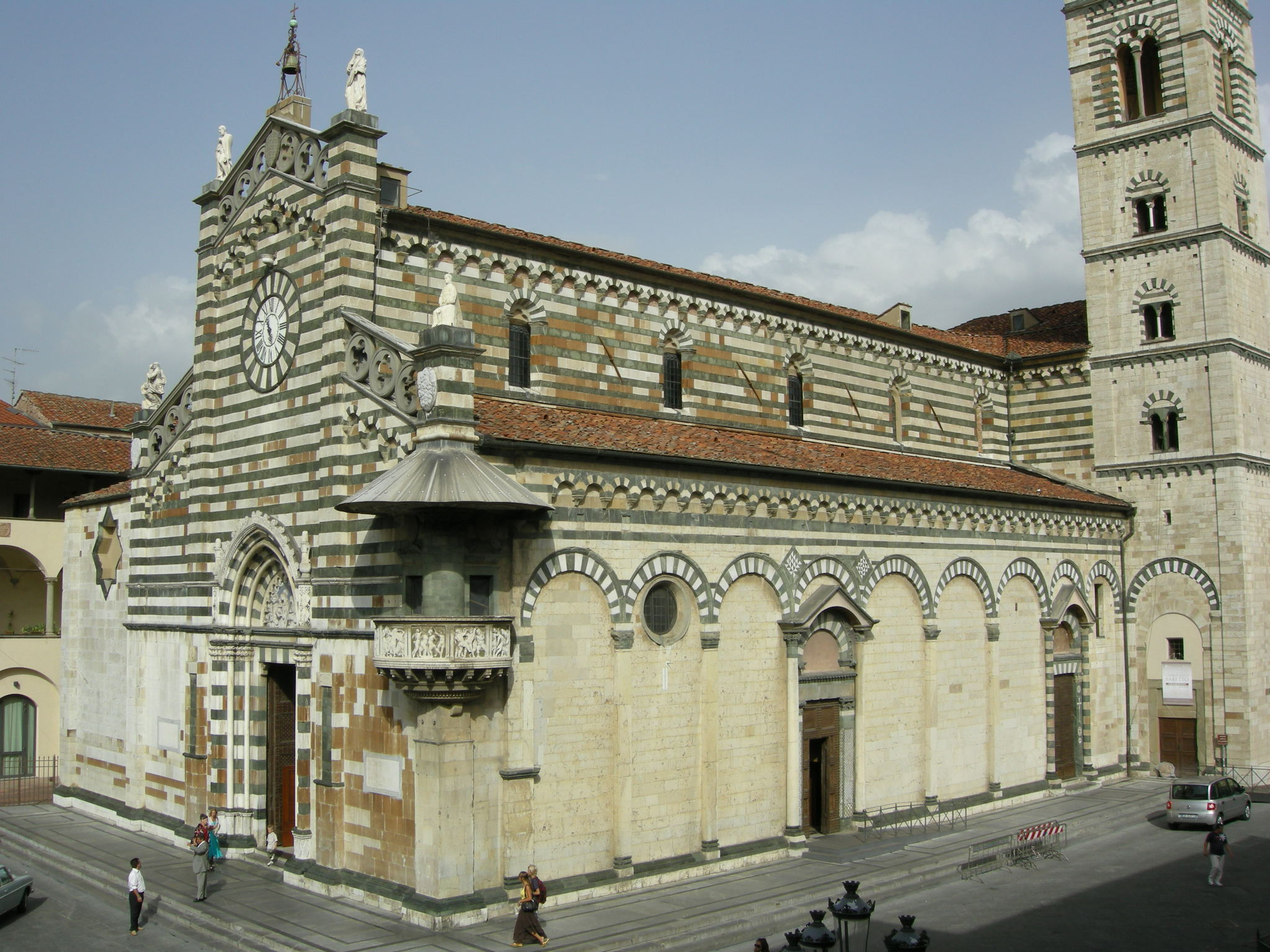
Fianco del Duomo di Prato
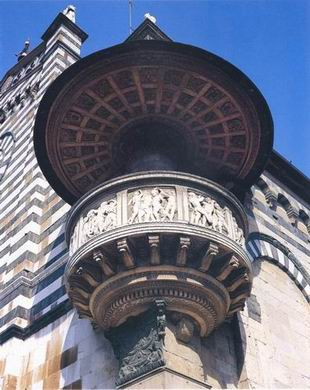
Veduta di scorcio
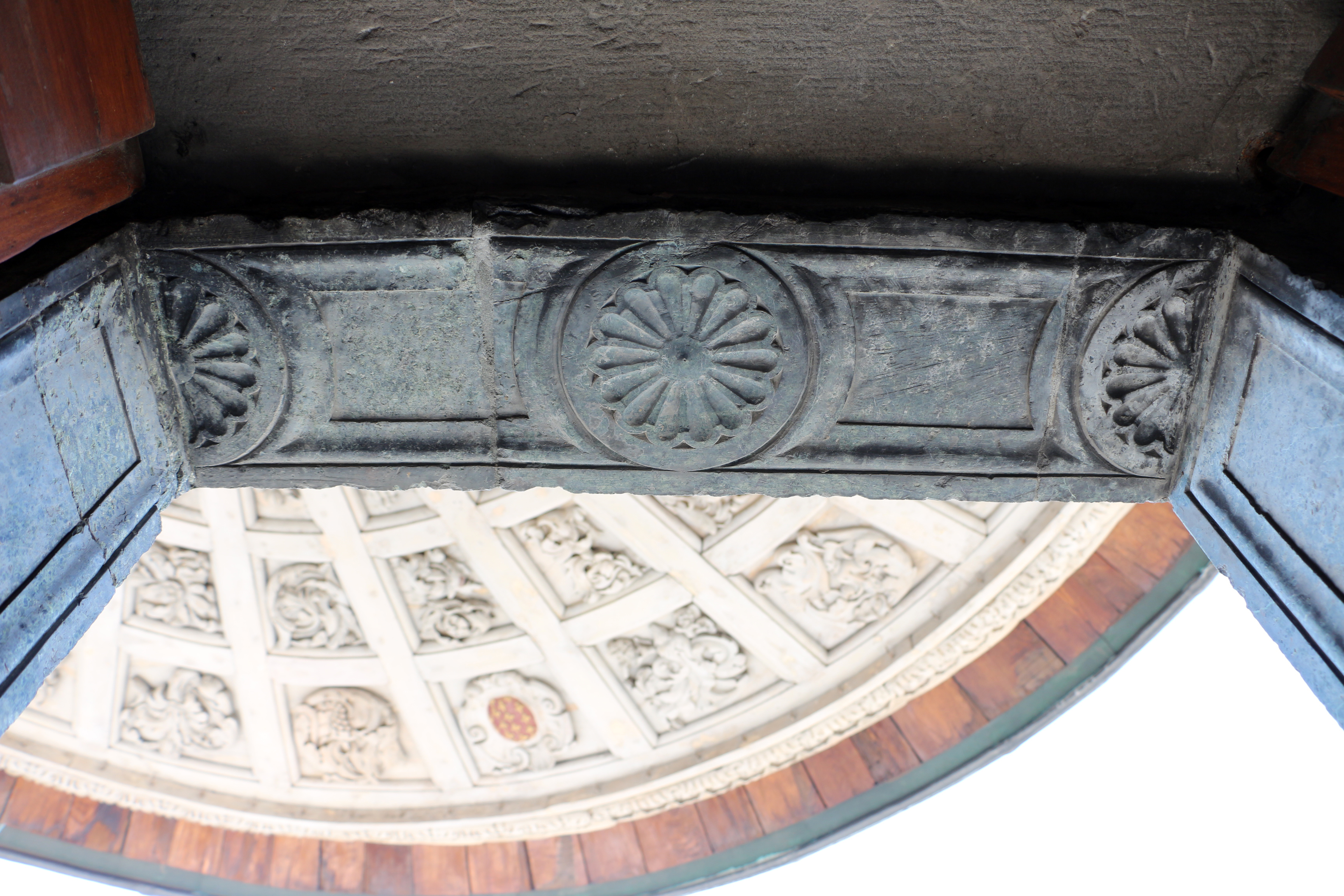
Decorazione del portalino
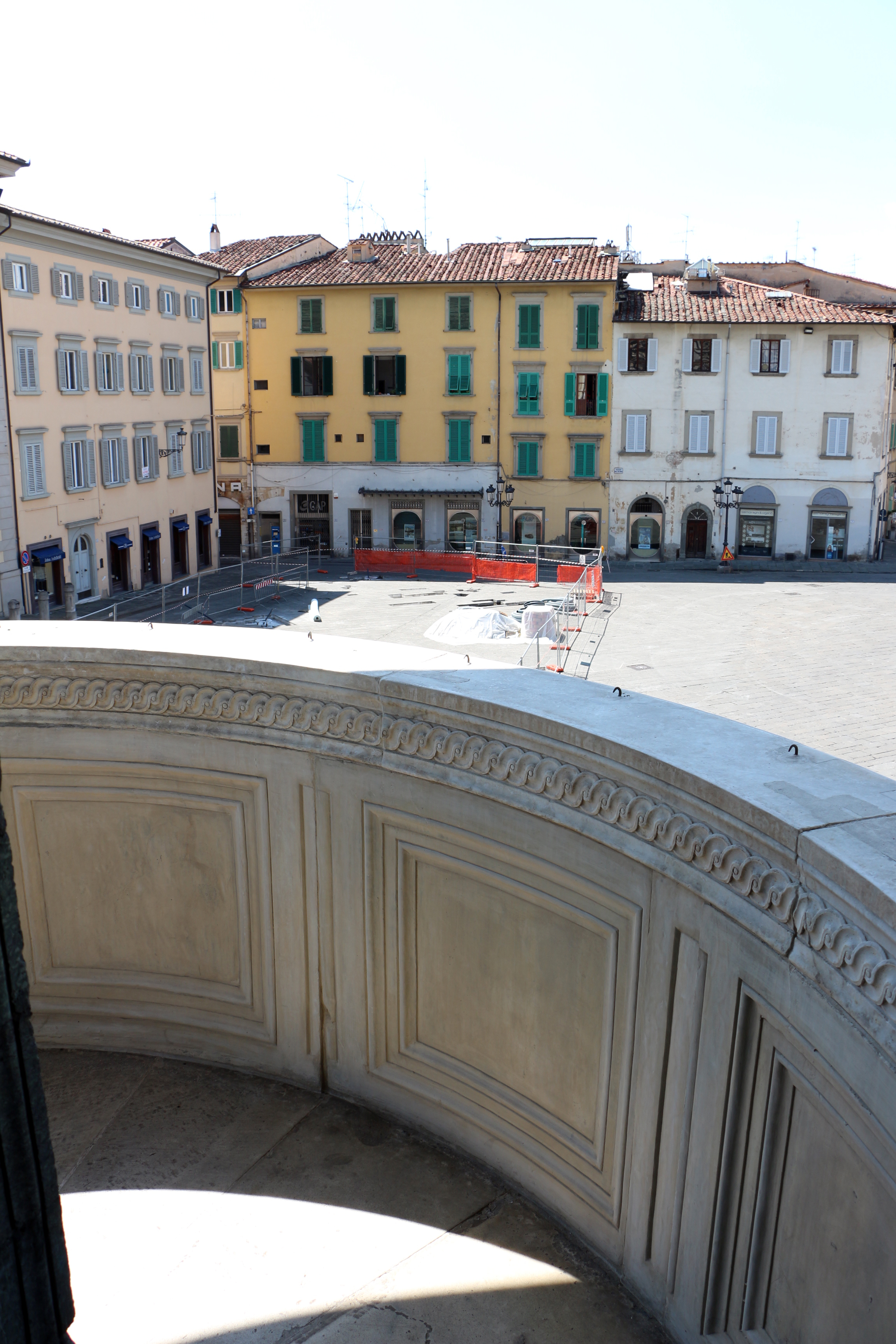
Vista dal pulpito
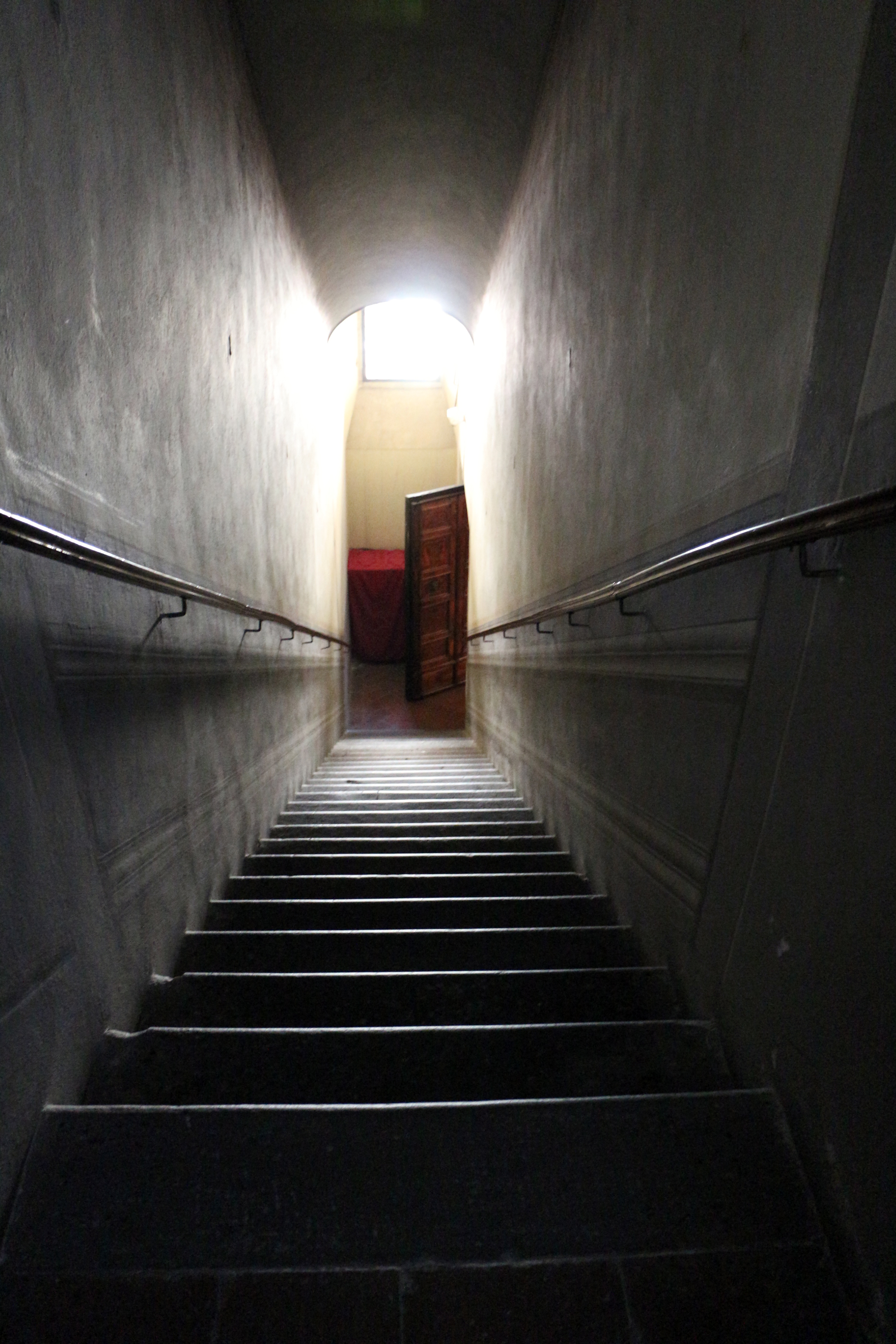
Scala per il pulpito nell'intercapedine della controfacciata
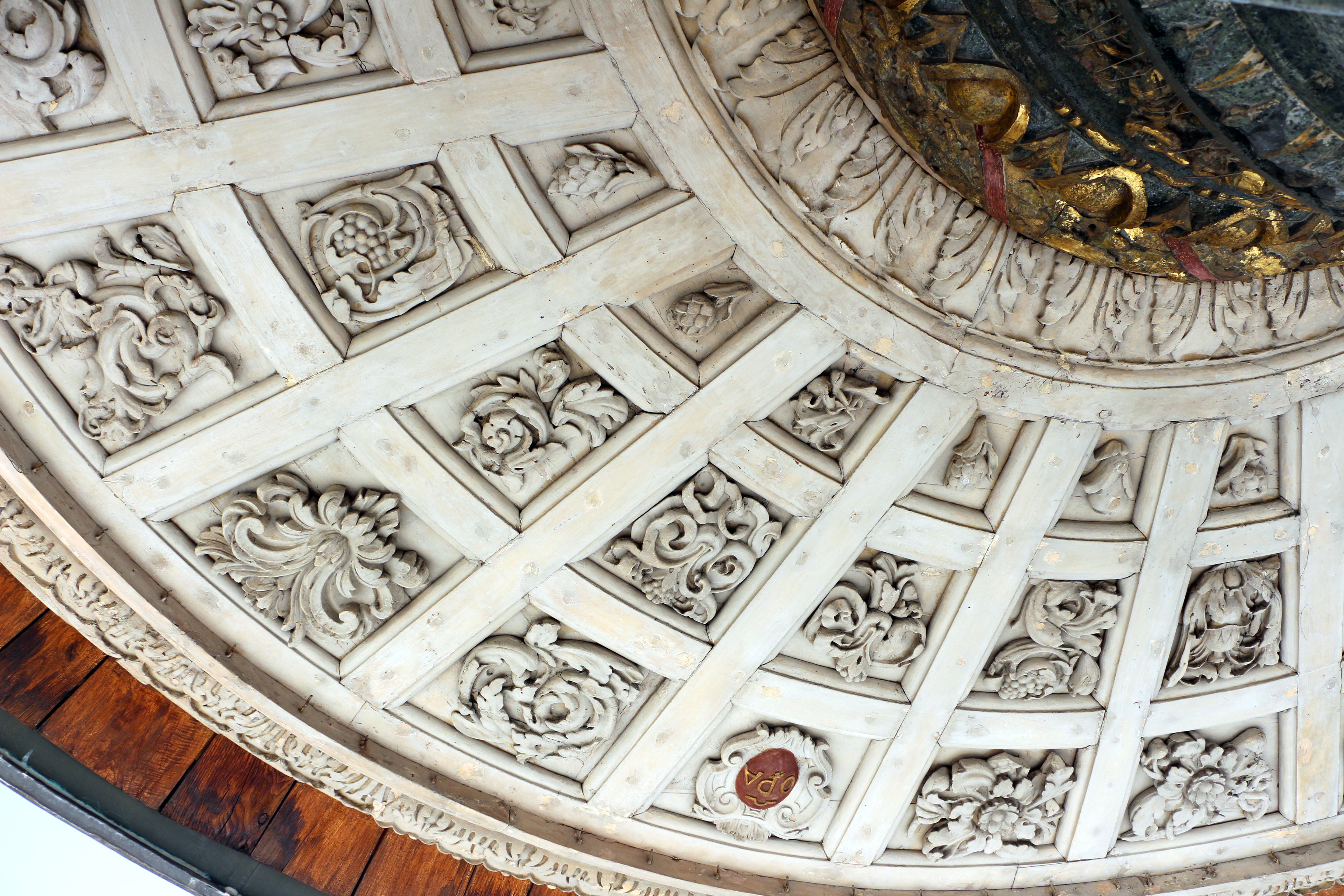
Soffitto del baldacchino a ombrello
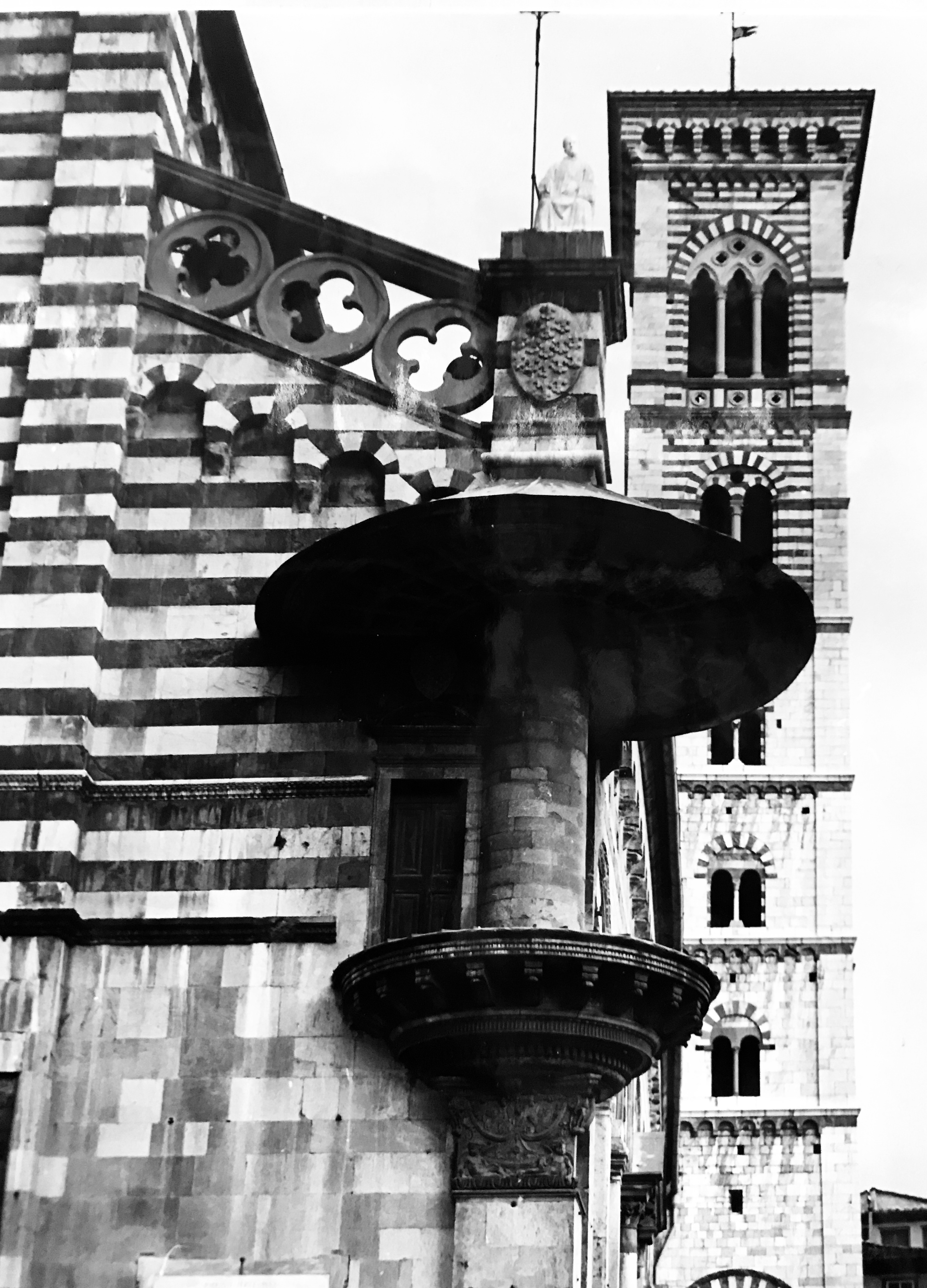
Il pulpito esterno rimosso